# Пиллар (реклама)
Пиллар — вид рекламной конструкции, распространённый в наружной рекламе. Логичным продолжением темы видеорекламы и технологий Digital Signage является работа с нестандартными рекламными носителями и конструкциями для трансляции видеоинформации. В настоящее время распространены два вида пиллара: статичный и видеопиллар.

## Статичный пиллар
Статичный пиллар представляет собой тумбу с двумя либо тремя рекламными изображениями размером 3 м в высоту и 1,4 м в ширину. Имеет внутренний подсвет. Входит в категорию уличной мебели. Может быть повреждён вандалами. За счёт своей конструкции пиллар предоставляет возможность для размещения не только рекламных постеров, но и любых инсталляций.

## Видеопиллар
Видеопиллар представляет собой стойку с монитором. Является всепогодной, антивандальной outdoor конструкцией, его возможно использовать в самых требовательных средах, в любой температурный сезон: от холодной зимы до жаркого солнечного лета. Защита с закрытой циркуляцией воздуха позволяет управлять температурным режимом внутри конструкции как при низких, так и при высоких температурах. Ударопрочное закалённое ламинированное стекло защищает от внешних механических повреждений, специальное покрытие является защитой от граффити. Автоматический контроль яркости гарантирует хорошую видимость и контрастность на дисплее в любых условиях освещения. Мониторы могут быть оснащены несколькими дополнительными функциями (например, звук, сенсорное управление). 
Большинство производителей используют TFT-мониторы. За счёт транзисторной матрицы TFT обеспечивается резкий переход от одного цвета к другому и нет "затухания" сигнала, таким образом обеспечивается ровный яркий свет при очень высокой скорости отображения. Пиллары также представлены с LCD—мониторами.

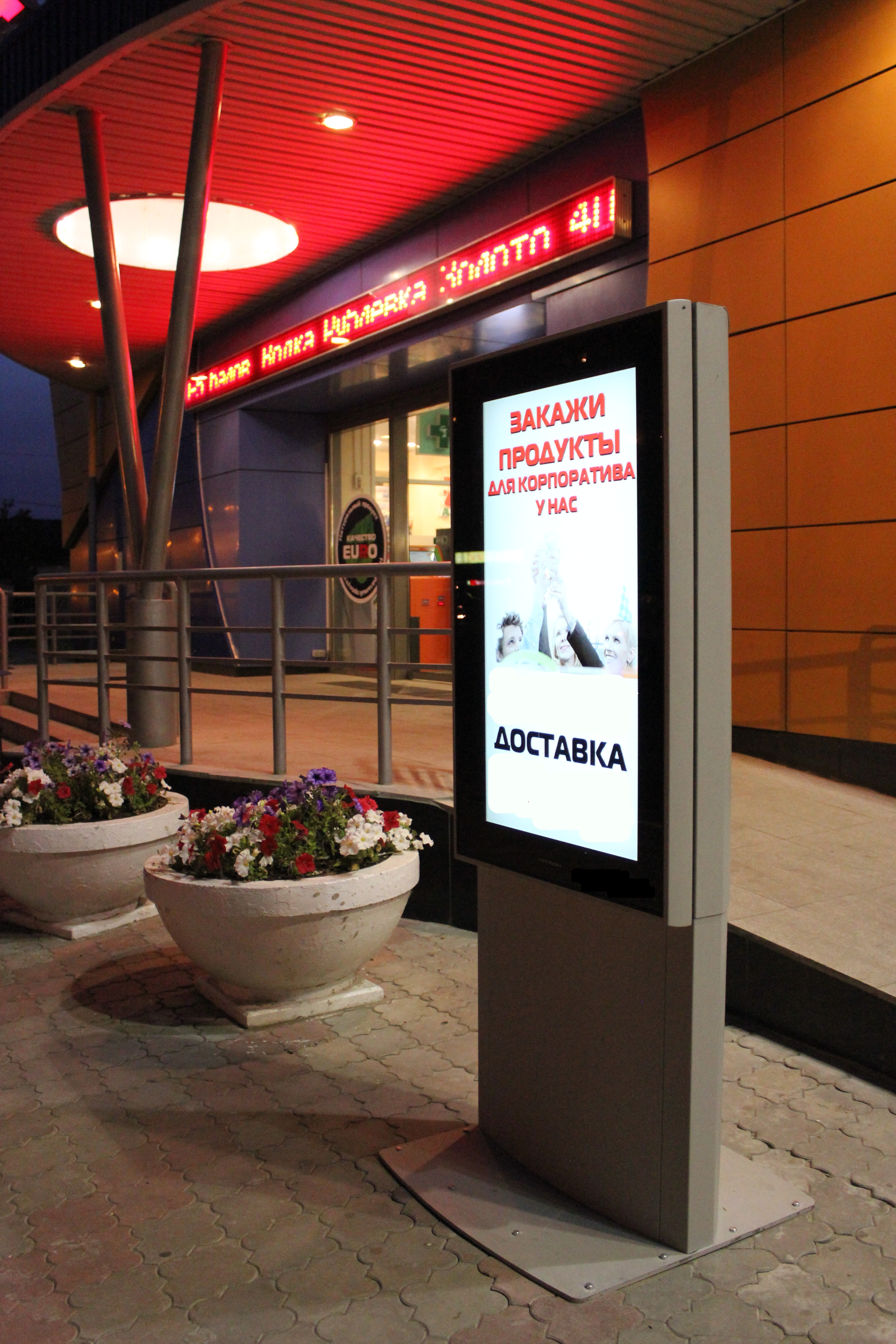
Видеопиллар, нестандартный рекламный носитель

## Место использования
Подходят для размещения у входов в торговые и бизнес-центры, у входов в супермаркеты или сетевые магазины, в качестве рекламного носителя для размещения на центральных площадях и местах с большим скоплением людей. Пиллары хорошо сочетаются с архитектурным обликом города и поэтому активно устанавливаются в центральных и исторических районах. Выделяясь своим дизайном и информативностью, видеопиллар составляет конкуренцию стандартным, уже привычным носителям, таким, как статичные пиллары, билборды и призматроны.